# Референдумы в Швейцарии (1908)
Референдумы в Швейцарии проходили 5 июля и 25 октября 1908 года. Июльские референдумы были посвящены поправкам к Федеральному закону о торговле и запрету абсента. Оба референдума были одобрены. Конституционный референдум в октябре касался добавления Статьи 24-бис о гидроэнергетике и энергетике. Статья была также одобрена большинством голосов и кантонов.

## Избирательная система
Все три референдума являлись обязательными и требовали двойного большинства для одобрения. 

## Результаты

### Федеральный закон о торговле
| Выбор                                | Общее голосование | Общее голосование | Кантоны | Кантоны | Кантоны |
| Выбор                                | Голосов           | %                 | Полных  | Полу-   | Всего   |
| ------------------------------------ | ----------------- | ----------------- | ------- | ------- | ------- |
| За                                   | 232 457           | 71,5              | 19      | 5       | 21,5    |
| Против                               | 92 561            | 28,5              | 0       | 1       | 0,5     |
| Пустых бюллетеней                    | 67 405            | –                 | –       | –       | –       |
| Недействительных бюллетеней          | 1 849             | –                 | –       | –       | –       |
| Всего                                | 394 272           | 100               | 19      | 6       | 22      |
| Зарегистрированных избирателей/ Явка | 809 545           | 48,7              | –       | –       | –       |
| Источник: Nohlen & Stöver            |                   |                   |         |         |         |

### Запрет абсента
| Выбор                                | Общее голосование | Общее голосование | Кантоны | Кантоны | Кантоны |
| Выбор                                | Голосов           | %                 | Полных  | Полу-   | Всего   |
| ------------------------------------ | ----------------- | ----------------- | ------- | ------- | ------- |
| За                                   | 241 078           | 63,5              | 17      | 6       | 20      |
| Против                               | 138 669           | 36,5              | 2       | 0       | 2       |
| Пустых бюллетеней                    | 15 451            | –                 | –       | –       | –       |
| Недействительных бюллетеней          | 4 019             | –                 | –       | –       | –       |
| Всего                                | 399 217           | 100               | 19      | 6       | 22      |
| Зарегистрированных избирателей/ Явка | 809 545           | 49,3              | –       | –       | –       |
| Источник: Nohlen & Stöver            |                   |                   |         |         |         |

### Добавление Статьи 24-бис в Конституцию
| Выбор                                | Общее голосование | Общее голосование | Кантоны | Кантоны | Кантоны |
| Выбор                                | Голосов           | %                 | Полных  | Полу-   | Всего   |
| ------------------------------------ | ----------------- | ----------------- | ------- | ------- | ------- |
| За                                   | 304 923           | 84,4              | 19      | 5       | 21,5    |
| Против                               | 56 237            | 15,6              | 0       | 1       | 0,5     |
| Пустых бюллетеней                    | 14 360            | –                 | –       | –       | –       |
| Недействительных бюллетеней          | 15 314            | –                 | –       | –       | –       |
| Всего                                | 390 834           | 100               | 19      | 6       | 22      |
| Зарегистрированных избирателей/ Явка | 809 406           | 48,3              | –       | –       | –       |
| Источник: Nohlen & Stöver            |                   |                   |         |         |         |